# Бјелско-Бјала
Бјелско-Бјала (пољ. Bielsko-Biała, чеш. Bílsko-Bělá) је град у Пољској у Војводству Шлеском. Према попису становништва из 2011. у граду је живело 174.534 становника. Налази се у јужној Пољској, на граници историјске Горње Шлеске и Малопољске. Престоница војводства, Катовице, налази се 60 km северније. Бјелско-Бјала се састоји из два града на две обале реке Бјала. Градови Бјелско и Бјала су спојени 1951.
.

## Историја
Стари град Бјеско настао је између 12. и 14. века. Овде се прерађивала гвоздена руда. Немачки досељеници су се доселили у другој половини 13. века по позиву локалног војводе. Град је добио градске привилегије 1312. Река Бјала је вековима била граница Чешке Шлезије (део Светог римског царства) и Пољске краљевине. Бјелско је припадало Чешкој, и по тој линији је од 1526. припадало Хабзбурговцима.
Мало место на другој обали, Бјала, име је добило 1584. Ту се временом досељавају протестанти из Бјелског. Статус града Бјала добија 1723. Од Друге деобе Пољске 1772. Бјала припада Аустрији, односно крунској земљи Галицији.
После Првог светског рата оба града су додељена новооснованој Пољској држави и поред чињенице да су већину становништва чинили Немци. Градове је 1945. заузела Црвена армија, а немачко становништво је протерано.
Град Бјелско-Бјала формиран је 1. јануара 1951. Бјелско-Бјала је био главни град сопственог војводства у периоду 1975–1998.

## Становништво
Према прелиминарним подацима са пописа, у граду је 2011. живело 174.534 становника.
| 2002.   | 2011.   | 2012.   |
| ------- | ------- | ------- |
| 178.028 | 174.534 | 174.370 |

## Привреда
Данас је Бјелско-Бјала један од најразвијенијих градова у Пољској, са малом стопом незапослености (5%). Град је познат по текстилној индустрији, машиноградњи и аутомобилској индустрији.

## Партнерски градови
- Волфсбург
- Гранд Рапидс
- Липштат
- Крагујевац
- Лилинтал
- Монреале
- Жилина
- Безансон
- Ако
- Баја Маре